# Slow-start
Slow-start (z ang., powolny start) – część strategii zapobiegania zatorom stosowanej w TCP - protokole transmisji danych używanym przez wiele aplikacji internetowych. Slow-start jest stosowany w połączeniu z innymi algorytmami zapobiegającymi wysyłaniu większej ilości danych niż sieć jest w stanie przyjąć.

## Algorytm
Okno TCP początkowo mieści jeden maksymalny segment. Jest ono zwiększane o jeden segment wraz z każdym odebranym pakietem ACK (okno podwaja się co RTT). Utrata pakietu lub osiągnięcie maksymalnej szerokości okna kończy powolny start. 
- RFC2581 dopuszcza początkowe okno równe 2 segmenty

- RFC2414 zaleca początkowe okno nie większe niż:

{\displaystyle 4*MSS} gdy {\displaystyle MSS<=1095B}
{\displaystyle 4380B} gdy {\displaystyle 1095B<MSS<2190B,}
{\displaystyle 2*MSS} gdy {\displaystyle MSS>=2190B.}